# FAB-250
La FAB-250 (in russo ФАБ-250?;) era una bomba aeronautica a caduta libera e ad alto potere esplosivo, di costruzione sovietica, che poteva essere utilizzata dalla maggior parte degli aerei da combattimento in forza alla V-VS.
La sigla era l'abbreviazione di «Фугасная Авиационная Бомба», traslitterato secondo l'alfabeto latino in «Fugasnaja Aviacyonnaja Bomba», letteralmente «bomba aeronautica altamente esplosiva».
La massa esplosiva era di 250 kg e la bomba era dotata anche di un rivestimento relativamente robusto per penetrare nel terreno o in ostacoli come i pavimenti di edifici e altre infrastrutture.

## Altre bombe tipo FAB
| Tipo    | Peso (kg) | Lunghezza (mm) | Diametro (mm) | Esplosivo (kg) |
| ------- | --------- | -------------- | ------------- | -------------- |
| FAB-10  | 15        | 665            | 110           | 10             |
| FAB-25  | 35        | 940            | 140           | 25             |
| FAB-50  | 65        | 1 050          | 240           | 50             |
| FAB-100 | 125       | 1 150          | 280           | 100            |

Dati tratti da "Soviet/Russian Aircraft Weapons since World War Two", se non indicato diversamente.